# À propos de ...
À propos de ... is een studioalbum van Ange. Het album is opgenomen in juni 1982 in de Jean-Jaures geluidsstudio in Parijs. De gebroeders Décamps, waarom de band draaide, hadden alle andere musici weer naar huis gestuurd en kwamen met een nieuwe band op de proppen. Het album bevat geen nieuwe liedjes van de twee, maar een aantal covers uit het Franstalige repertoire.

## Musici
- Christian Décamps – zang
- Serge Cuenot – gitaar
- Laurent Sigrist – basgitaar
- Francis Decámps – toetsinstrumenten
- Jean-Claude Potin – slagwerk

## Muziek
| Nr. | Titel                                                                              | Duur  |
| --- | ---------------------------------------------------------------------------------- | ----- |
| 1.  | Le moribond (Jacques Brel)                                                         | 3:57  |
| 2.  | Les copains d’abord (Georges Brassens)                                             | 4:15  |
| 3.  | Tout e laisse aller (Charles Aznavour)                                             | 4:47  |
| 4.  | Il est cinq heures, Paris s'éveille (Jacques Lanzman, A. Segalen, Jacques Dutronc) | 3:50  |
| 5.  | A jeun (Jacques Brel)                                                              | 3:41  |
| 6.  | Le rouge et le noir (Claude Nougaro, Michel Legrand)                               | 4:48  |
| 7.  | Le bal des laze (Pierre Delanoë, Michel Polnareff)                                 | 10:54 |